# Brevipalpus bauhiniae
Brevipalpus bauhiniae är en spindeldjursart som beskrevs av David C.M. Manson 1963. Brevipalpus bauhiniae ingår i släktet Brevipalpus och familjen Tenuipalpidae. Inga underarter finns listade.